# Teheráni konferencia

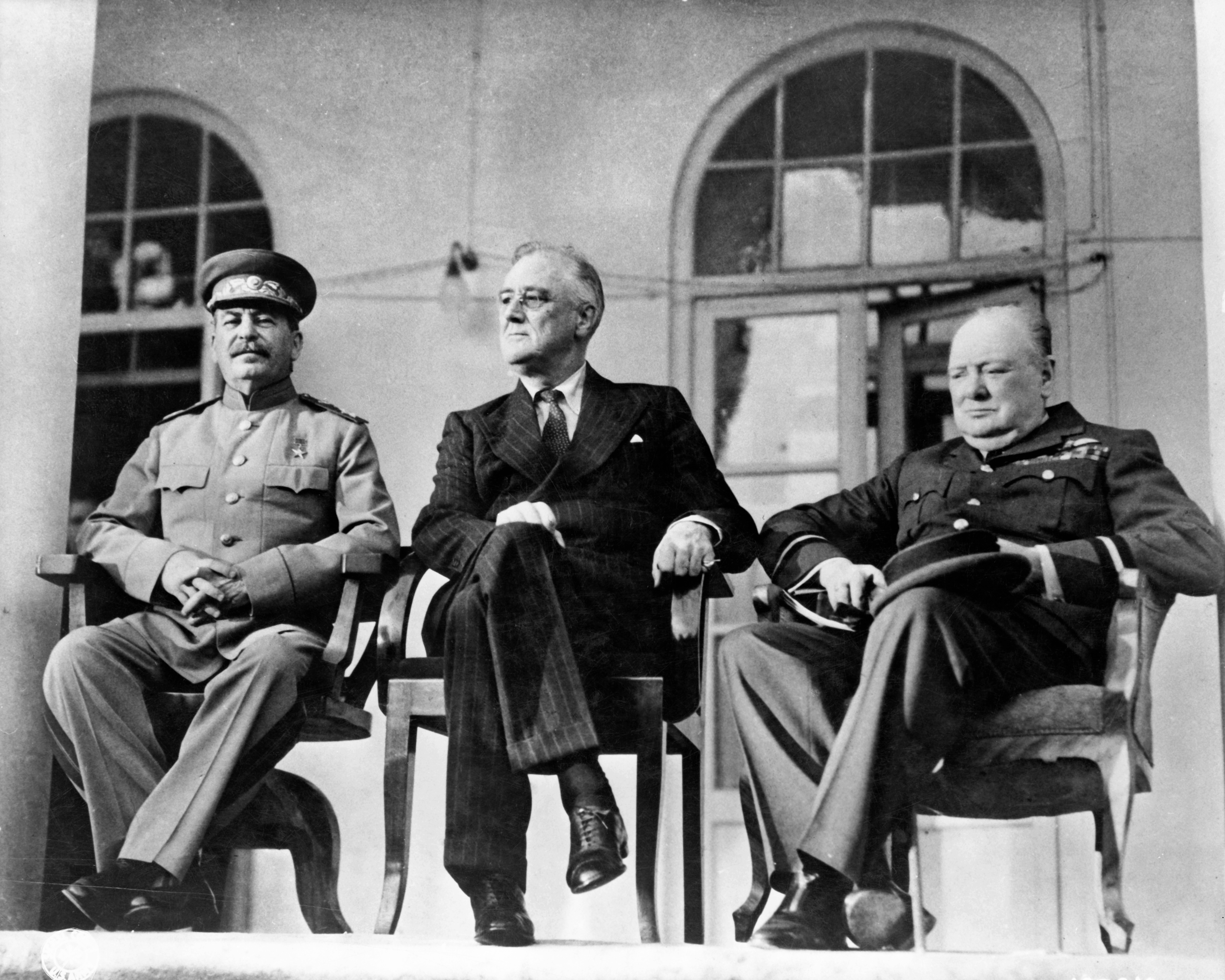
Sztálin, Roosevelt és Churchill

A teheráni konferencia a második világháború idején a szövetségesek három fő vezetőjének – Winston Churchill (Nagy-Britannia), Franklin D. Roosevelt (USA) és Joszif Visszarionovics Sztálin (Szovjetunió) – legelső csúcstalálkozója 1943-ban Teheránban, Iránban. 

## Előzmények
1943. október 30-án Moszkvában volt a külügyminiszterek találkozója (Szovjetunió:Molotov, USA: Hull, Nagy-Britannia: Eden és Kína: Foo Ping-sheung, Kína moszkvai nagykövete.)
Moszkvai nyilatkozat:
- általános nemzetközi szervezet
- béke és nemzetközi biztonság
- minden békeszerető állam szuverén egyenlősége
- Ausztria tekintetében: a bekebelezés semmis, egy szabad és független Ausztria megalapítása

## A teheráni értekezlet
A német felső vezetés a kurszki vereség és Olaszország kilépése után tisztában volt azzal, hogy elvesztette a háborút. Most már az időnyerés volt a legfőbb cél: Hitlert és munkatársait az a remény éltette, hogy közben a szövetségeseket kijátszhatja egymás ellen.
Ezt a reményt foszlatta szét az 1943. november 28. és december 1. között megtartott teheráni értekezlet, ahol Sztálin, Roosevelt és Churchill először találkoztak személyesen hármasban. Megállapodtak, hogy:
- A háborút a nácizmus teljes szétzúzásáig folytatják, nem kötnek különbékét.
- 1944-ben Nyugat-Európában hoznak létre egy második frontot. Ez egyúttal politikai döntés is volt, melynek következménye: a Balkán és Magyarország a szovjetek hadműveleti körébe fog tartozni.
- Meghatározzák Lengyelország új határait.
- Elhatározzák a háborús bűnösök felelősségre vonását (a későbbi nürnbergi per).
- A jugoszláv partizánok támogatása mellett döntenek.

A helyszín megválasztásának szempontjai között szerepelt, hogy a Szovjetunió nem rendelkezett olyan repülőgéppel, amellyel a Német Birodalom által ellenőrzött légtérben biztonságosan tudtak volna közlekedni.